# Streckebach
Der Streckebach ist ein Meliorationsgraben und orographisch rechter Zufluss des Baitzer Bachs im Landkreis Potsdam-Mittelmark in Brandenburg. 

## Geografie
Er beginnt auf einer landwirtschaftlich genutzten Fläche, die sich nördlich von Mörz befindet, einem Ortsteil der Gemeinde Planetal. Er verläuft in nordnordöstlicher Richtung und damit östlich des Flugplatzes Lüsse und erreicht anschließend das Stadtgebiet von Bad Belzig. Dort fließt er westlich des Bad Belziger Ortsteils Neschholz in nördlicher Richtung entlang. Anschließend erreicht er das Stadtgebiet von Brück und fließt auf der Grenze zwischen Bad Belzig und Brück in nördlicher Richtung auf den Brücker Ortsteil Baitz zu. Der Bach fließt östlich der Wohnbebauung an Baitz vorbei und mündet nördlich des Ortsteils in den Baitzer Bach.